# Herderschule Gießen
Die Herderschule Gießen ist ein Gymnasium in Gießen (Hessen), benannt nach dem Dichter, Theologen und Philosophen Johann Gottfried Herder.

## Geschichte
Sie wurde 1837 als Provinzialrealschule gegründet und 1884 in ein Realgymnasium umgewandelt. 1956 erhielt sie den heutigen Namen Herderschule.

## Schulisches Angebot
In den Fächern Biologie, Erdkunde, Biologie, Politik & Wirtschaft werden ab Klasse 7, sowie in Geschichte ab Klasse 9, bilinguale Kurse auf Englisch angeboten. Die Herderschule Gießen gehört zu den ersten deutschen Schulen mit Chinesischunterricht.
Seit September 2009 ist es möglich an der Herderschule ein Freiwilliges Soziales Jahr zu absolvieren.
Zum Schuljahr 2005/2006 wurde an der Herderschule das achtjährige Gymnasium (verkürzter Bildungsgang – G8) eingeführt. Derzeit bemüht sich die Herderschule als erste Schule in Hessen, parallel zu G 8 wieder eine Schulklasse mit Abitur nach neun Jahren einzuführen. Der Versuch der Schulleitung, die Neuregelung zu umgehen, indem die Schüler, die ihr Abitur wie früher in neun Jahren ablegen wollen, eine Klasse freiwillig wiederholen, wird vom Schulamt nicht geduldet. Dabei sollte in dem gewonnenen Schuljahr der Stoff des alten Lehrplans unterrichtet werden. Mittlerweile wird wieder wie bei sämtlichen Gymnasien in Gießen im G9 Format unterrichtet.

## Sanierung
Der Schulhof Süd wurde grundlegend erneuert. Ab 2010 wurde der Boden ausgetauscht, sowie eine kinder- und jugendfreundlichere Atmosphäre, mithilfe von Spielgeräten und Ruheplätzen geschaffen. Diese Sanierung wurde 2011 beendet.
Anfang 2012 wurden auch im Block C der Herderschule, in dem sich die naturwissenschaftlichen Lehrräume sowie die Oberstufenräume befinden, die Sanierungsarbeiten abgeschlossen. Diese Räume wurden u. a. multimedial ausgestattet (z. B. DSL-Anschlüsse und interaktive Whiteboards).
Zum Sommer 2012 sollen Fassade und Räume des Haupthauses, Block A, saniert werden. Die Räume sollen ebenfalls mit Whiteboards und DSL-Anschlüssen ausgestattet werden.
Im Zuge der Sanierungsarbeiten wurden in Haus A erhöhte PCB-Werte festgestellt, weshalb Haus A komplett gesperrt wurde. Infolgedessen konnten lediglich das neu renovierte Haus C sowie die Mensa weiterhin genutzt werden. Als Ausgleich wurden ein dreistöckiger und zwei zweistöckige Containerkomplexe errichtet. In diesen befanden sich 35 Klassenräume, jeweils drei Kunst- und drei Musikräume, ein Computerraum, der Oberstufenraum und die Verwaltung (samt Sekretariat, Schulleitung, Lehrerzimmer und Büros).
Die Sanierung des Hauses A wurde fortgesetzt, nachdem die nun notwendig gewordene PCB-Sanierung durchgeführt wurde. Im Frühjahr, nach den Osterferien des Jahres 2023, wurde die Sanierung des Gebäudes A abgeschlossen. Der Südhof wurde auch wiedereröffnet.

## Ehemalige Schüler
- Volker Bouffier (* 1951), Politiker, Ministerpräsident von Hessen
- Siegfried Zielinski (* 1951), Medienwissenschaftler
- Til Schweiger (* 1963), Schauspieler
- Stefan Pucher (* 1965), Theaterregisseur
- Justus Köhncke (* 1966), Popmusiker und Techno-Produzent
- Jan Henrik Klement (* 1975), Rechtswissenschaftler
- Luk Pfaff (* 1981), Schauspieler